# Petrorossia williamsi
Petrorossia williamsi är en tvåvingeart som beskrevs av Neal L. Evenhuis och Arakaki 1980. Petrorossia williamsi ingår i släktet Petrorossia och familjen svävflugor.
Artens utbredningsområde är Filippinerna. Inga underarter finns listade i Catalogue of Life.